# Joan Roca Sagarra
Joan Roca Sagarra (Barcelona, 1969) és un advocat català.

## Família
Joan Roca és fill del també advocat Miquel Roca i net de Josep Lluís Sagarra i de Joan Baptista Roca. Alhora, és besnet de Miquel Junyent i nebot de Montserrat Roca.

## Biografia
Neix a Barcelona en 1969. Llicenciat en Dret per la Universitat Autònoma de Barcelona en 1992. Després de cursar el Màster en Dret en la mateixa Universitat, s'incorpora a l'agost de 1992 a la Yale University on es gradua en Màster of Laws al maig de 1994. Completa la seva formació cursant un MBA a Harvard Law School en 2009 així com el programa Executive Education General Manager en el IE Business School en 2013. Inicia la seva carrera professional en 1994 en incorporar-se al despatx espanyol Uría Menéndez. Després de cinc anys, en 1999 s'uneix a Roca Junyent, un projecte promogut pel seu pare, Miquel Roca Junyent. Des de 2018 és President Executiu i soci de Roca Junyent així com membre de la Junta de l'Col·legi d'Advocats de Barcelona.. Desenvolupa la seva activitat professional en l'àmbit bancari i financer, dret mercantil i societari, fusions i adquisicions, Private Equity així com refinançament d'empreses.
Va ser president, en el període 2012-2016, de l'Associació de becaris de "la Caixa". A més, és autor de diferents publicacions, col·labora en revistes d'actualitat econòmica i jurídica, és Copresident en Terralex Government and Regulatory, Copresident del Comitè de Desenvolupament Acadèmic i Professional de la International Bar Association (IBA) i Vocal de la Comissió Jurídica de Foment del Treball. Així mateix, participa activament en associacions de la societat civil, actualment és Patró de la Fundació Catalana de la Síndrome de Down i Women's Link. Està molt vinculat a l'activitat docent, impartint classes a la Universitat Autònoma de Barcelona, la Universitat Pompeu Fabra, ESADE.
També és secretari de consells d'administració de diverses empreses i bancs, com Banc Sabadell d'Andorra. En el període 2005-2019, va formar part de la junta directiva del Cercle d'Economia. En els últims anys ha estat recomanat en els millors directoris internacionals; Chambers and Partners, Legal 500, Leader's League i Best Lawyers.